# Apchand, Aland
Apchand là một làng thuộc tehsil Aland, huyện Gulbarga, bang Karnataka, Ấn Độ.